# خاكدانة
خاكدانة هي قرية في مقاطعة سميرم، إيران. يقدر عدد سكانها بـ 111 نسمة بحسب إحصاء 2016.